# African Stars Football Club
El African Stars es un equipo de fútbol de la ciudad de Windhoek capital de Namibia, que juega en la primera división del país, la Premier League de Namibia.

## Palmarés
- Premier League de Namibia: 7

1994, 2009, 2010, 2015, 2018, 2023, 2024
- Copa de Namibia: 5

2007, 2010, 2013, 2014, 2018
- Copa Mainstay: 4

1980, 1981, 1984, 1986
- Copa NPL: 1

2012
- Copa Standart Bank Top 8: 1

2019

## Participación en competiciones de la CAF
| Temporada | Torneo                       | Ronda      | Club               | Casa | Visita | Global      |
| --------- | ---------------------------- | ---------- | ------------------ | ---- | ------ | ----------- |
| 1992      | Copa CAF                     | 1          | Mbongo Sports      | 0-2  | 0-3    | 0-5         |
| 2014      | Copa Confederación de la CAF | Preliminar | Petro Luanda       | 2-0  | 0-3    | 2-3         |
| 2018/19   | Liga de Campeones de la CAF  | Preliminar | Volcan Club        | 2-1  | 0-0    | 2-1         |
| 2018/19   | Liga de Campeones de la CAF  | 1          | Orlando Pirates FC | 0-1  | 0-0    | 0-1         |
| 2018/19   | Copa Confederación de la CAF | Playoff    | Raja Casablanca    | 1-1  | 0-1    | 1-2         |
| 2019/20   | Liga de Campeones de la CAF  | Preliminar | KCCA FC            | 3-2  | 0-2    | 3-4         |
| 2023/24   | Liga de Campeones de la CAF  | 1          | Power Dynamos FC   | 2-1  | 0-1    | 2-2 (a)     |
| 2024/25   | Liga de Campeones de la CAF  | 1          | Jwaneng Galaxy FC  | 1-0  | 0-1    | 1-1 (5-6 p) |